# ZAIMAN
『ZAIMAN』（ザイマン）は、読売テレビで不定期放送されていた吉本興業のお笑い番組。3か月に一度、土曜もしくは日曜の昼に放送されていたが、2009年以降放送されていない。また、2008年4月から2009年3月まで同局で、毎週金曜16時53分からミニ番組『ZAIMANダッシュ』が放送されていた。

## 内容
毎回若手・ベテランを問わず数組の漫才師たちを順番に登場させて漫才をさせていた。

## 出演した主な漫才師
- アジアン
- アホマイルド
- 海原やすよ・ともこ
- 大木こだま・ひびき
- おかけんた・ゆうた
- オリエンタルラジオ
- COWCOW
- 鎌鼬
- カラテカ
- 麒麟
- キングコング
- ザ・プラン9
- シェイクダウン
- ジャルジャル
- シャンプーハット
- ストリーク
- ダイアン
- 千鳥
- チュートリアル
- ティーアップ
- 天津
- $10
- トータルテンボス
- トミーズ
- とろサーモン
- 中川家
- 中田カウス・ボタン
- 2丁拳銃
- ハイヒール
- ハリガネロック
- ビッキーズ
- ぴのっきお
- フットボールアワー
- ブラックマヨネーズ
- まるむし商店
- メッセンジャー
- ランディーズ
- ルート33
- ロザン
- 笑い飯
- 他多数

## スタッフ
- ディレクター：柿本幸一（ytv）
- プロデューサー：岡部宏秋・中島毅（吉本興業）
- チーフプロデューサー：妹尾和己（ytv）
- 制作協力：吉本興業、アイ・ティ・エス
- 制作著作：ytv

## 収録メディア
- 中川家・ルート33・キングコング in ZAIMAN （VHS / DVD、2001年11月21日、バップ）
- ハリガネロック・チュートリアル・ランディーズ in ZAIMAN （VHS / DVD、2002年6月21日、バップ）
- メッセンジャー・シャンプーハット・ブラックマヨネーズ・フットボールアワー・ビッキーズ・ロザン in ZAIMAN （VHS / DVD、2002年11月21日、バップ）
- ZAIMAN [ZAI!!] （DVD、2006年7月26日、よしもとアール・アンド・シー）
- ZAIMAN [MAN!!] （DVD、2006年7月26日、よしもとアール・アンド・シー）

## 関連番組
- ZAIMAN Next Generations（2017年） - 大阪チャンネルで配信されていたリバイバル番組。6月23日から10回ほど公開されていた。